# Lamargelle
Pour l’article homonyme, voir Lamargelle-aux-Bois.
Lamargelle est une commune française située dans le département de la Côte-d'Or, en région Bourgogne-Franche-Comté.

## Géographie
Lamargelle est une commune située dans le département de la Côte-d'Or (région Bourgogne-Franche-Comté). La ville de Lamargelle fait partie du canton de Saint-Seine-l'Abbaye et de l'arrondissement de Dijon. Les habitants de Lamargelle s'appellent les Lamargellois et étaient au nombre de 167 au recensement de 2008. La superficie est de 26 km2. Lamargelle porte le code Insee 21338 et est associée au code postal 21440. Elle se situe géographiquement sur un territoire vallonné et boisé où l'altitude oscille entre 337 et 527 mètres environ. Commune située au carrefour de la D 901 et de la D 6.

### Hydrographie
L'Ignon, l'Ougne, le ruisseau de Champagny sont les principaux cours d'eau parcourant la commune.

### Climat
Pour des articles plus généraux, voir Climat de la Bourgogne-Franche-Comté et Climat de la Côte-d'Or.
En 2010, le climat de la commune est de type climat des marges montargnardes, selon une étude du Centre national de la recherche scientifique s'appuyant sur une série de données couvrant la période 1971-2000. En 2020, Météo-France publie une typologie des climats de la France métropolitaine dans laquelle la commune est exposée à un climat océanique altéré et est dans une zone de transition entre les régions climatiques « Lorraine, plateau de Langres, Morvan » et « Bourgogne, vallée de la Saône ». 
Pour la période 1971-2000, la température annuelle moyenne est de 9,9 °C, avec une amplitude thermique annuelle de 16,5 °C. Le cumul annuel moyen de précipitations est de 1 029 mm, avec 13,8 jours de précipitations en janvier et 8,9 jours en juillet. Pour la période 1991-2020, la température moyenne annuelle observée sur la station météorologique de Météo-France la plus proche, « Saint-Martin-du-M », sur la commune de Saint-Martin-du-Mont à 12 km à vol d'oiseau, est de 9,9 °C et le cumul annuel moyen de précipitations est de 938,1 mm,. Pour l'avenir, les paramètres climatiques de la commune estimés pour 2050 selon différents scénarios d'émission de gaz à effet de serre sont consultables sur un site dédié publié par Météo-France en novembre 2022.

## Urbanisme

### Typologie
Au 1er janvier 2024, Lamargelle est catégorisée commune rurale à habitat dispersé, selon la nouvelle grille communale de densité à 7 niveaux définie par l'Insee en 2022.
Elle est située hors unité urbaine. Par ailleurs la commune fait partie de l'aire d'attraction de Dijon, dont elle est une commune de la couronne,. Cette aire, qui regroupe 333 communes, est catégorisée dans les aires de 200 000 à moins de 700 000 habitants,.

### Occupation des sols
L'occupation des sols de la commune, telle qu'elle ressort de la base de données européenne d’occupation biophysique des sols Corine Land Cover (CLC), est marquée par l'importance des forêts et milieux semi-naturels (66 % en 2018), une proportion identique à celle de 1990 (66 %). La répartition détaillée en 2018 est la suivante : forêts (66 %), terres arables (28,9 %), prairies (3,6 %), zones urbanisées (1,5 %). L'évolution de l’occupation des sols de la commune et de ses infrastructures peut être observée sur les différentes représentations cartographiques du territoire : la carte de Cassini (XVIIIe siècle), la carte d'état-major (1820-1866) et les cartes ou photos aériennes de l'IGN pour la période actuelle (1950 à aujourd'hui).

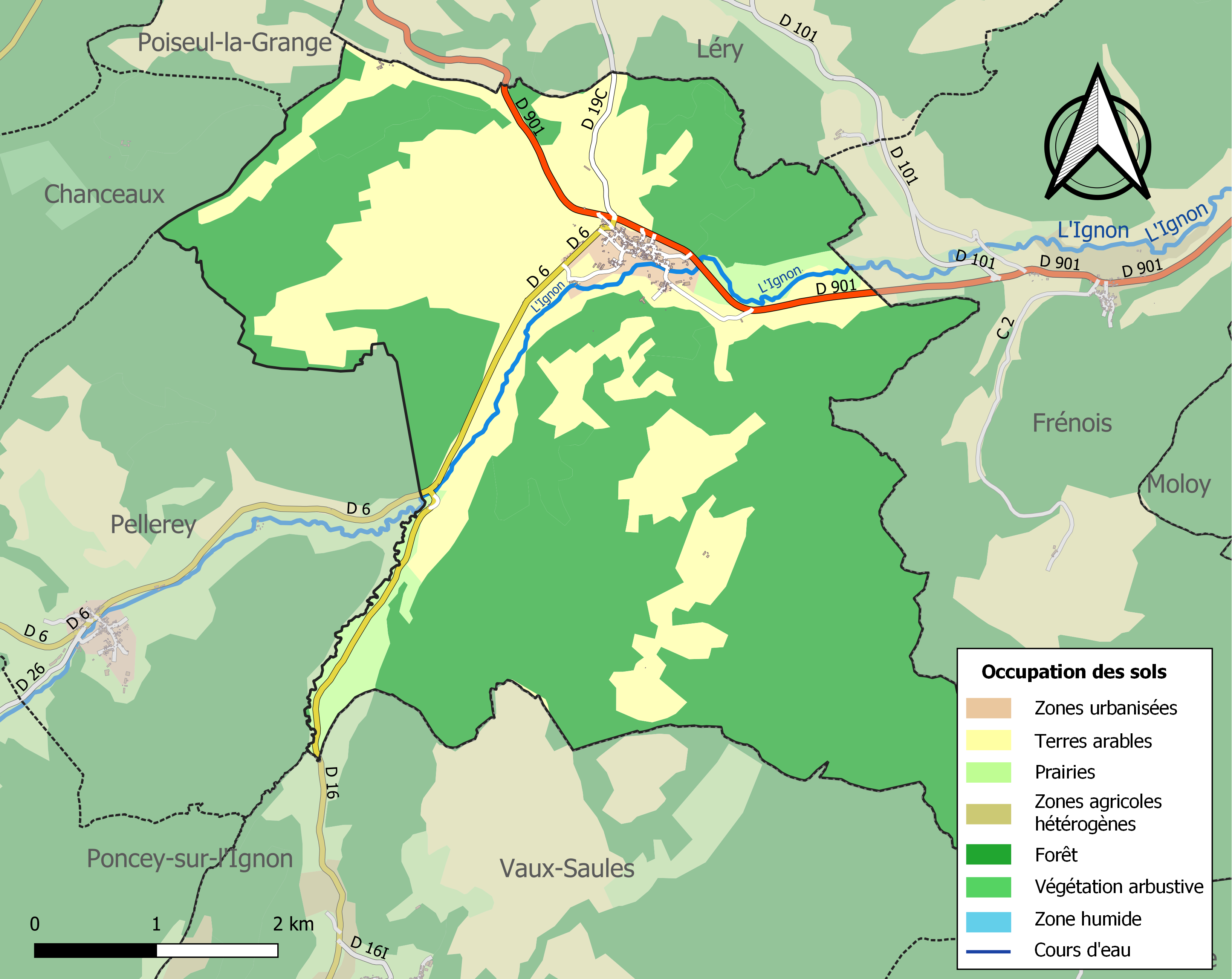
Carte des infrastructures et de l'occupation des sols de la commune en 2018 (CLC).

## Histoire
Sur le territoire de la commune de Lamargelle, se trouvent les vestiges des deux villas gallo-romaines de Versingue et de Mazière, qui attestent d'une occupation antique de ce site abondamment pourvu en réserves d'eau ; présence  d'une source qui alimente aujourd’hui la fontaine d'un des trois lavoirs du village, où était rendu un culte à la déesse Épona, et cours de l'Ignon qui traverse la commune.
La plus ancienne mention du village date du XIIe siècle et figure dans le cartulaire de l'abbaye Bénédictine de Saint-Seine, qui établit qu’en 1188 le chevalier Pantonnerium donne en gage aux religieux de Saint-Seine tout ce qu’il possède depuis le territoire de Moloy jusqu'à Saint-Seine : 50 villages et hameaux, dont « la Margelle », sont dès lors placés sous l’administration des abbés de Saint-Seine, et contribuent à leur revenus. Le rattachement de ce territoire à la mense abbatiale de Saint-Seine est confirmé par une bulle du pape Innocent IV signée à Lyon en 1245.
À partir de 1358, malgré la paix signée avec le roi Édouard III d'Angleterre (traité de Bretigny et traité de Guillon-en-Auxois, 1359), des travaux de fortification sont commandés : fortification de l'abbaye de Seine par l'abbé Hugues de Montaigu en 1358, maison forte de Lamargelle commandée par son successeur l'abbé Guillaume de Vienne.
Ce château de Lamargelle sera embelli et fortifié au XVe siècle par l'abbé Pierre II de Fontenette. Les abbés l’adoptent comme lieu de plaisance et y abritent les archives de leur communauté. C’est une petite forteresse flanquée de quatre tours et entourée de fossés. L'édifice médiéval est transformé en maison d'habitation à la Révolution, puis partiellement détruit à partir de 1874.

## Politique et administration
| Période                                  | Période           | Identité           | Étiquette | Qualité            |
| ---------------------------------------- | ----------------- | ------------------ | --------- | ------------------ |
| mars 2001                                | avril 2008        | Alain CHEVALLOT    |           | Boucher-Charcutier |
| avril 2008                               | juin 2020         | Marc HIERHOLZER    | PRG       | Agriculteur        |
| juin 2020                                | 06 septembre 2021 | Christian MAILLARY |           |                    |
| novembre 2021                            | en cours          | Gilles SAULGEOT    |           |                    |
| Les données manquantes sont à compléter. |                   |                    |           |                    |

## Démographie
L'évolution du nombre d'habitants est connue à travers les recensements de la population effectués dans la commune depuis 1793. Pour les communes de moins de 10 000 habitants, une enquête de recensement portant sur toute la population est réalisée tous les cinq ans, les populations de référence des années intermédiaires étant quant à elles estimées par interpolation ou extrapolation. Pour la commune, le premier recensement exhaustif entrant dans le cadre du nouveau dispositif a été réalisé en 2006.

En 2022, la commune comptait 145 habitants, en évolution de −7,05 % par rapport à 2016 (Côte-d'Or : +0,82 %, France hors Mayotte : +2,11 %).
| 1793 | 1800 | 1806 | 1821 | 1831 | 1836 | 1841 | 1846 | 1851 |
| ---- | ---- | ---- | ---- | ---- | ---- | ---- | ---- | ---- |
| 416  | 480  | 470  | 507  | 560  | 590  | 641  | 611  | 584  |

| 1856 | 1861 | 1866 | 1872 | 1876 | 1881 | 1886 | 1891 | 1896 |
| ---- | ---- | ---- | ---- | ---- | ---- | ---- | ---- | ---- |
| 535  | 490  | 505  | 435  | 423  | 408  | 393  | 408  | 369  |

| 1901 | 1906 | 1911 | 1921 | 1926 | 1931 | 1936 | 1946 | 1954 |
| ---- | ---- | ---- | ---- | ---- | ---- | ---- | ---- | ---- |
| 330  | 327  | 320  | 327  | 350  | 310  | 269  | 283  | 255  |

| 1962 | 1968 | 1975 | 1982 | 1990 | 1999 | 2006 | 2011 | 2016 |
| ---- | ---- | ---- | ---- | ---- | ---- | ---- | ---- | ---- |
| 218  | 271  | 215  | 175  | 161  | 145  | 165  | 154  | 156  |

| 2021 | 2022 | - | - | - | - | - | - | - |
| ---- | ---- | - | - | - | - | - | - | - |
| 151  | 145  | - | - | - | - | - | - | - |

## Lieux et monuments
Vestiges des villas gallo-romaines de Versingue et de Mazières.

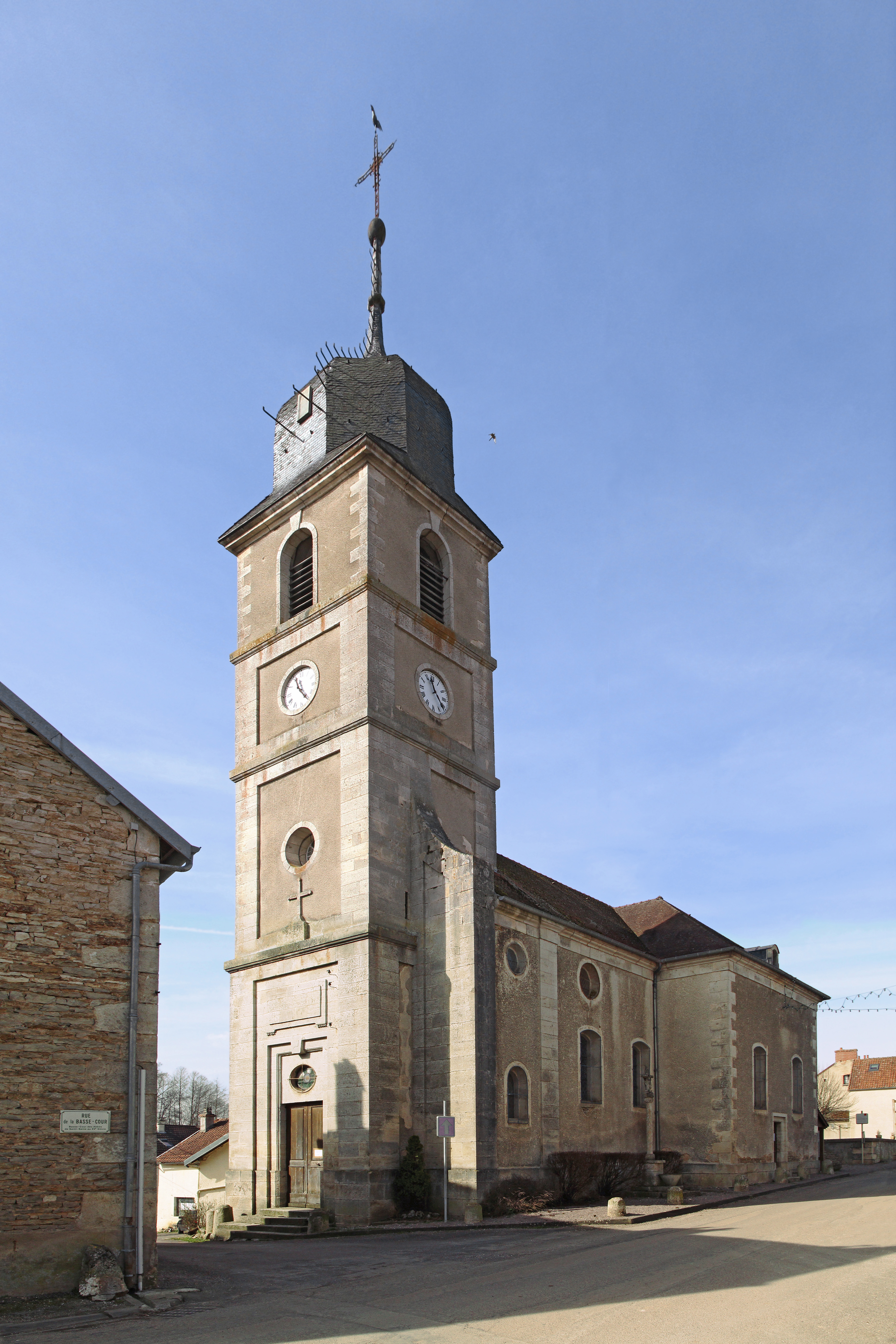
Église de la Nativité.

Église construite entre 1805 et 1810. Elle est de style Empire avec son clocher en forme de « calotte » et contient des statues en pierre polychrome du XVe siècle de moines et d'évêques.
Ancienne maison forte des abbés de Saint-Seine dont il ne reste plus que quelques vestiges, visibles dans le village, qui ont fait l'objet d'une inscription à l'Inventaire des monuments historiques (IMH) par décision du 9 décembre 1996. On peut admirer des ruines du donjon et de la chapelle Saint-Éloi et la porte d'entrée, où subsistent les ouvertures qui permettaient de relever le pont-levis, des meurtrières et des créneaux. Le pigeonnier a été transformé en maison d'habitation. 

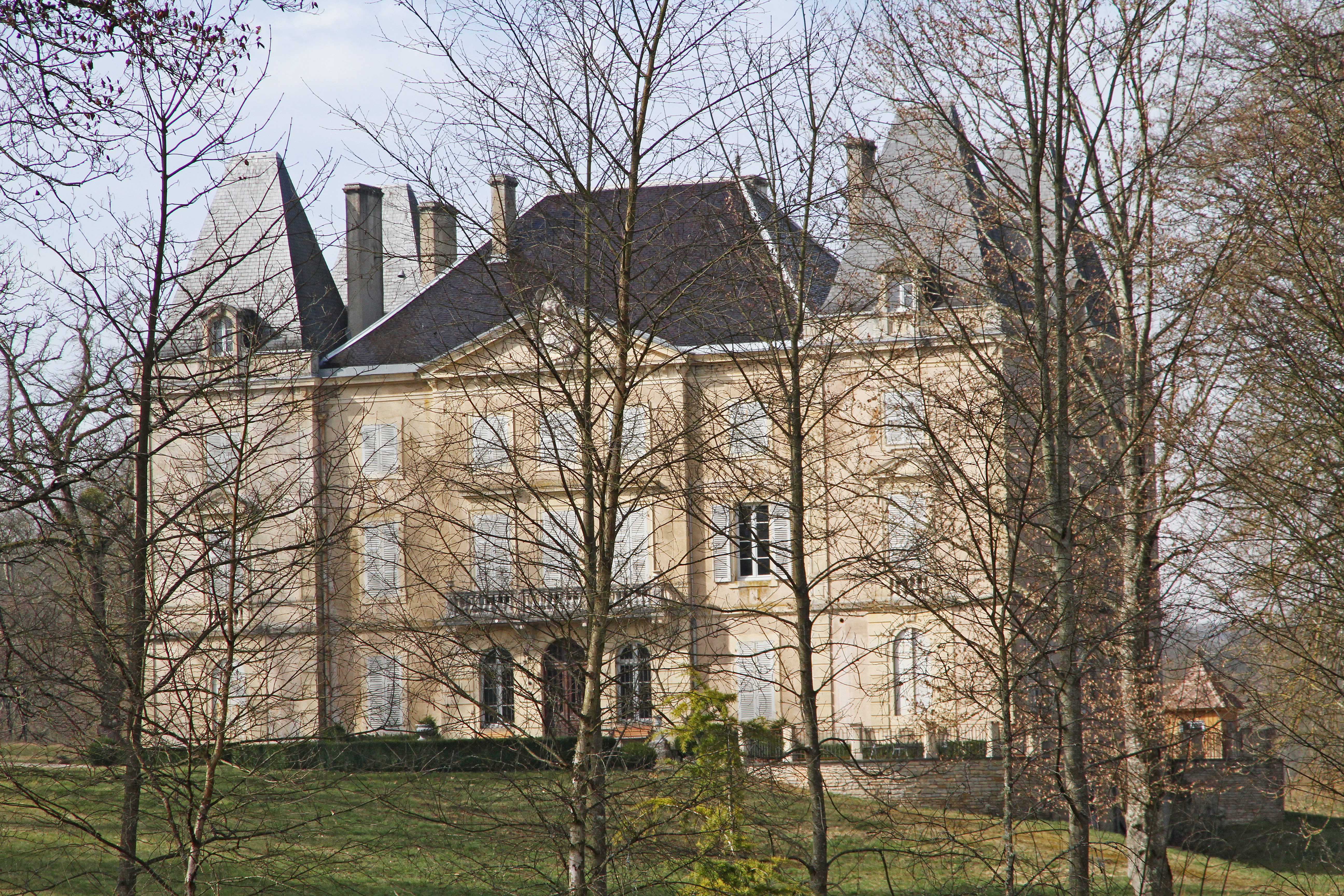
Château.

Château construit dans le style néo-classique, à partir de 1830, en bordure de l'Ignon sur les parcelles du Pré de Pont et de la Côte haute par Aubin François d'Artis (1800-1882) et sa femme, née Félicie Petitot (1796-1863). Il prend la forme d’un important quadrilatère agrémenté de quatre pavillons d’angles mansardés. Ses deux façades principales sont rythmées par les saillies des pavillons d'angles et d'un corps de logis central coiffé d'un fronton triangulaire. De nombreux ornements de pierre sculptée complètent le décor, tels que frontons au-dessus des fenêtres, balustrades de pierre, pots couverts répartis sur la ligne des toits. La façade sur le parc est ornée d’un portique central à quatre colonnes doriques. Le parc à l'anglaise fut restauré vers 1884 par Albert Brun Dartis (1854-1897). Orné de fabriques, il s'étend sur 30 ha et épouse les courbes vallonnées du terrain parcouru par l’Ignon. Passé à la famille Chatouillot qui le conserva pendant près d'un siècle, le château fut revendu en 2001 et demeure une propriété privée. Ne se visite pas.
Moulins à eau. Trois moulins subsistent sur le cours de l'Ignon. Un est transformé en moulin  (à nouveau en état de marche), le deuxième situé contre le parc du château à longtemps servit de turbine jusque dans les années 1950, alimentant en électricité les différents bâtiments de la propriété, le troisième, dit le moulin d'en haut, est situé en amont sur l'Ignon.
Lavoirs : trois lavoirs sont construits entre 1801 et 1810. Deux se trouvent en bordure de l'Ignon, le troisième est alimenté par une source qui était vouée au culte de la déesse Epona sous l'Antiquité. Ils présentent une architecture semblable : toiture qui prend appui sur un mur plein, tandis que face à la rivière, ils reposent sur de belles colonnes en pierre de taille de style Empire.
Calvaires des XVIIe et XVIIIe siècles : l'un près du lavoir, l'autre près de l'église.

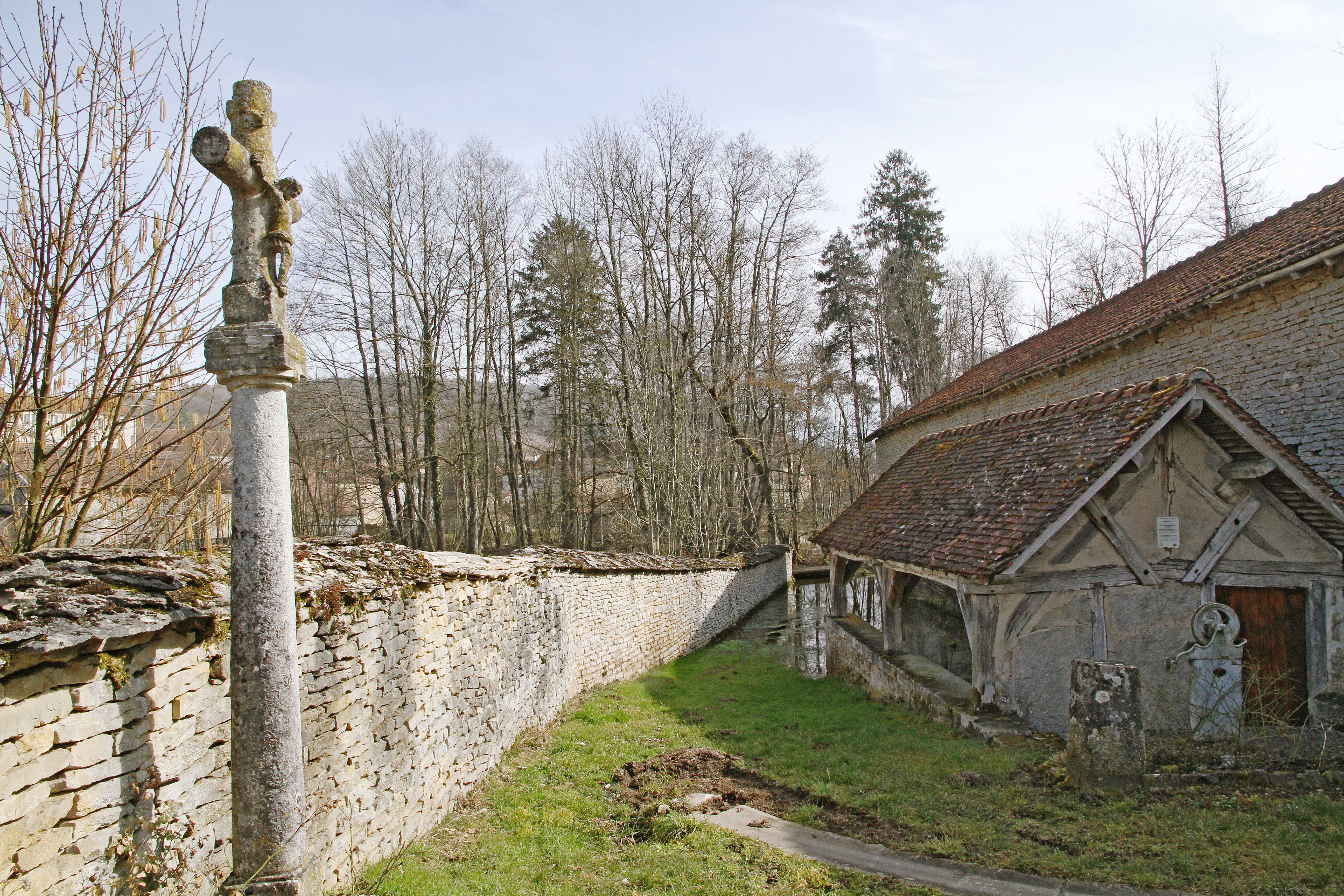
Lavoir et croix du XIXe siècle.

Presbytère : construit à la fin du XVIIIe siècle par l'architecte qui reconstruisit l'église :  devenu bâtiment communal à la séparation de l'Église et de l'État (aujourd'hui, bureau de poste). 

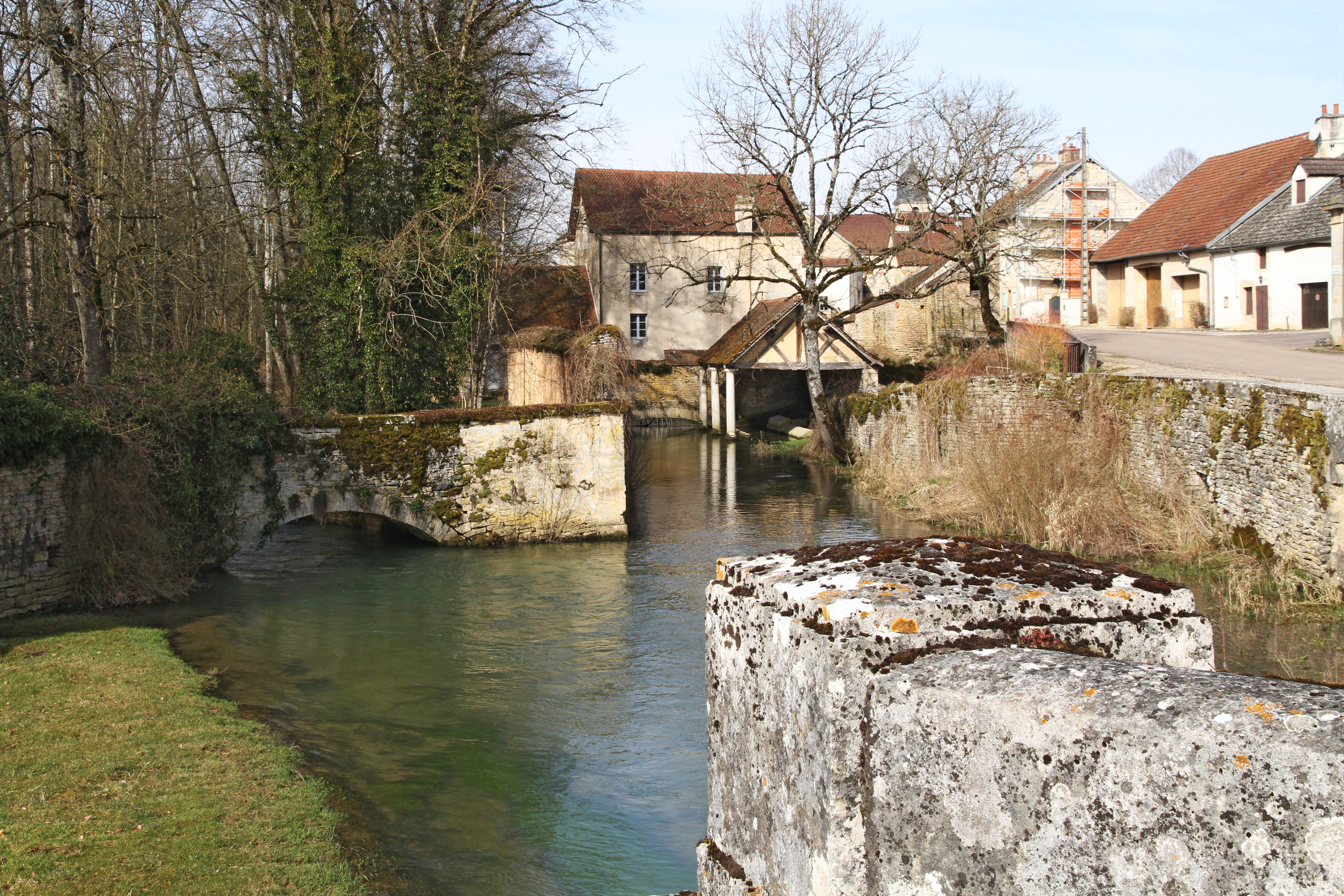
Vallée de l'Ignon.

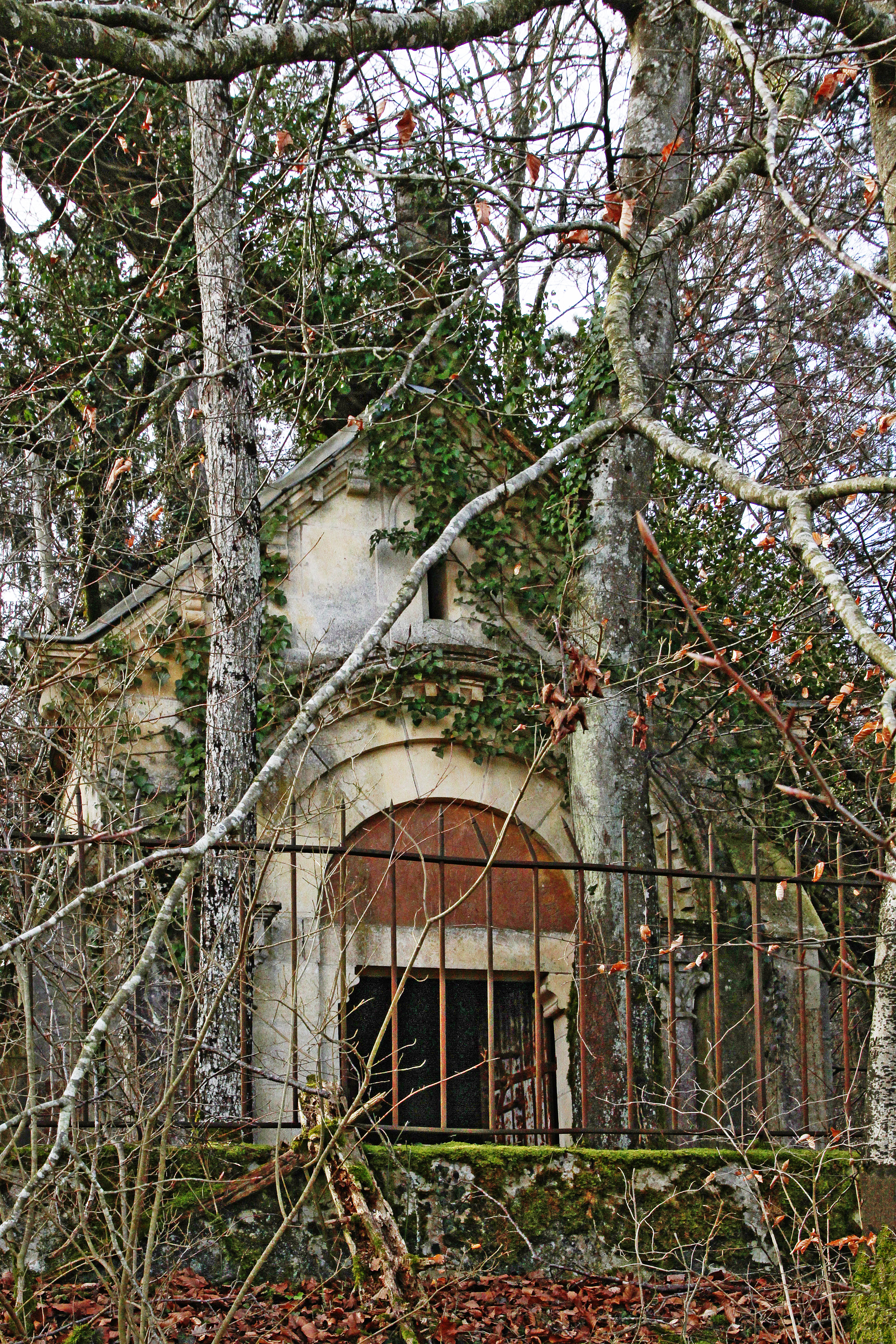
Chapelle abandonnée du Coteau Moitot.

Bornes armoriées sur la commune de Lamargelle : deux bornes de juridiction gravées aux effigies de saint Seine et de saint Pierre, une au lieu-dit les Côtes du Crot du Pommier, dite borne des Trois-Abbés (MH PA00112502), la seconde dans le bois de la Brosse-Guillot. Elles font suite (d'Ouest en Est) aux deux bornes situées sur la commune de Pellerey.

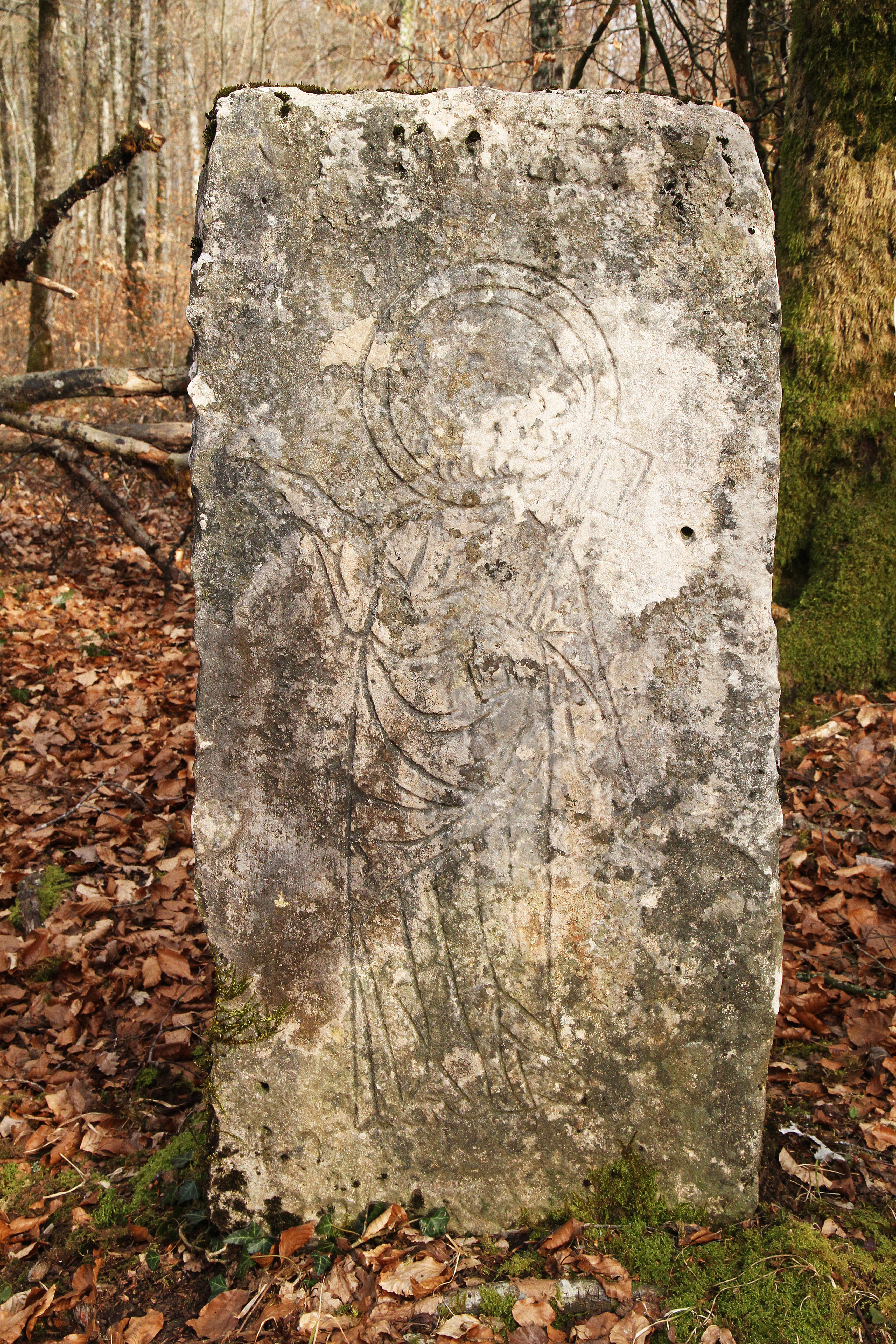
Borne armoriée des Trois Abbés face saint Pierre.
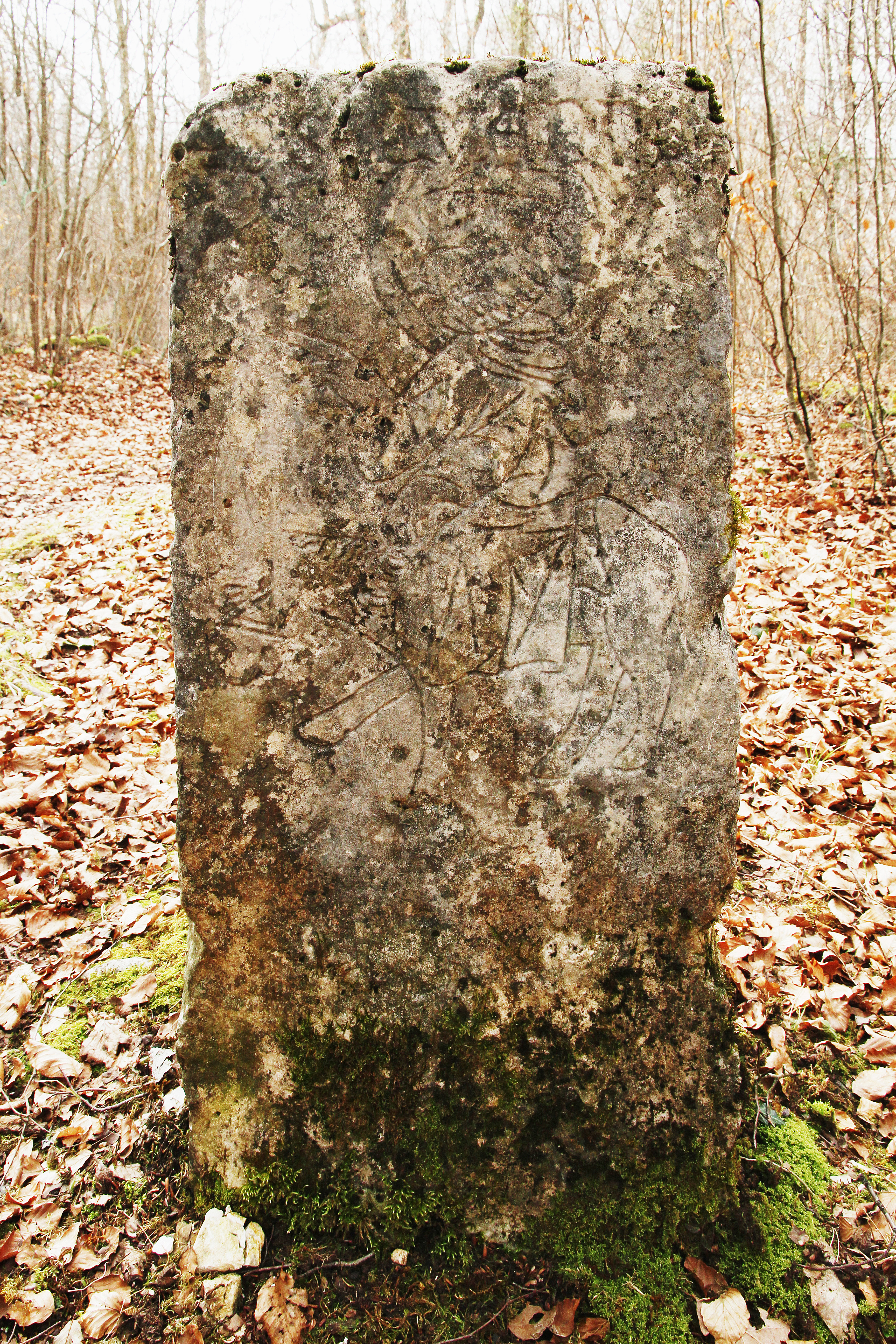
Borne armoriée des Trois-Abbés face saint Seine.
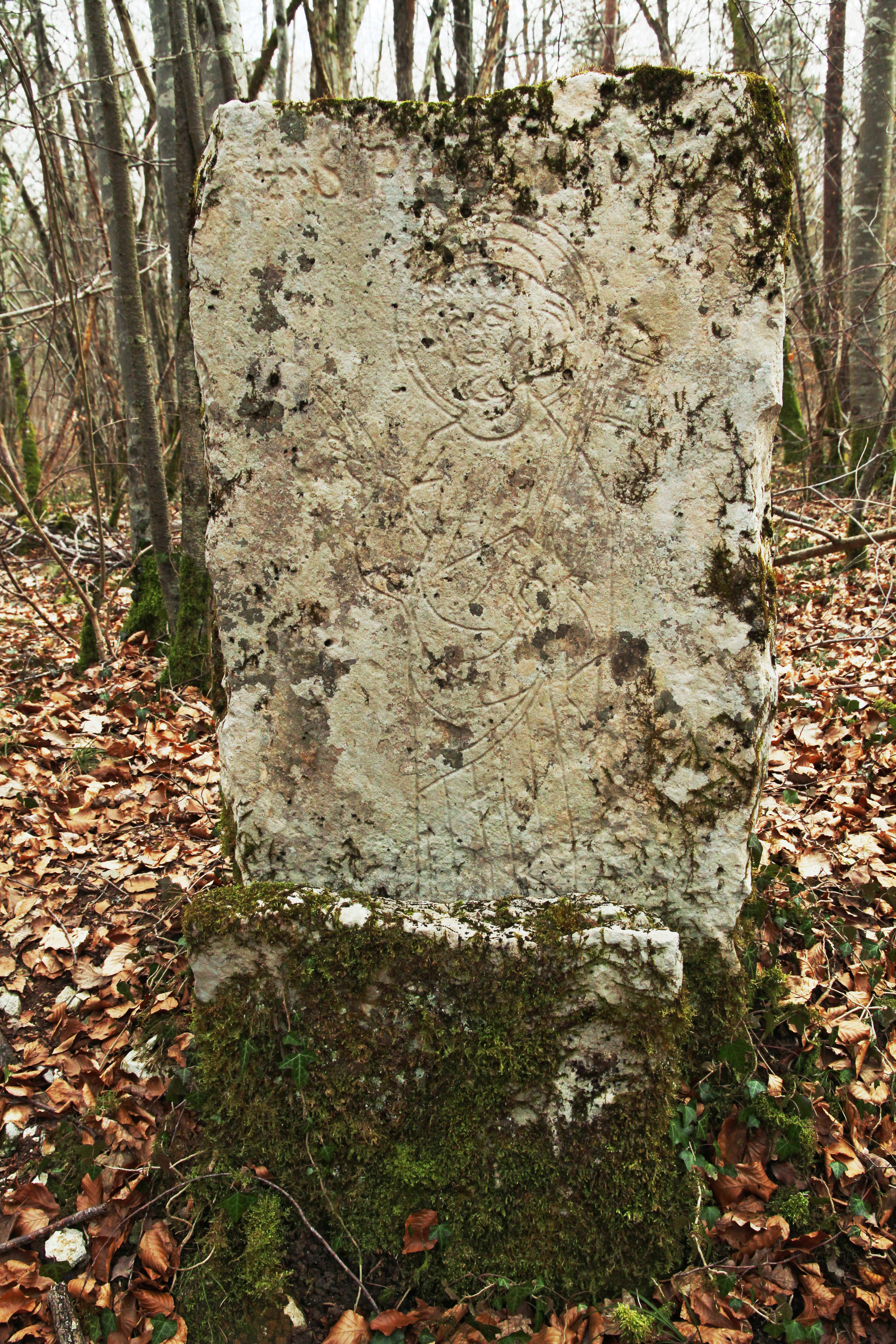
Borne armoriée de la Brosse-Guillot face saint Pierre.
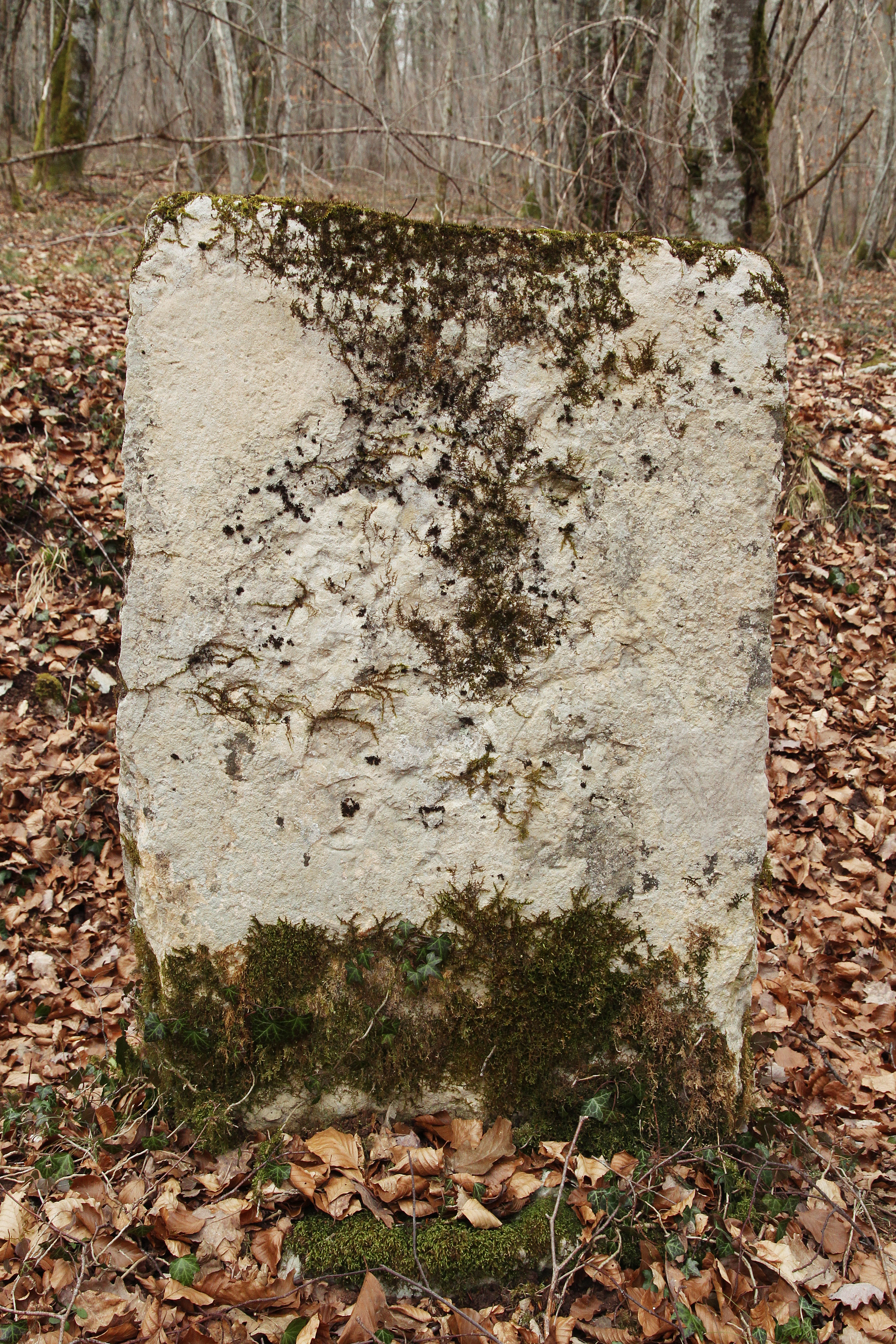
Borne armoriée de la Brosse-Guillot face saint Seine (très usée).

## Personnalités liées à la commune
- Jean de Léry (1534-1613), voyageur et écrivain, auteur de l'Histoire d'un voyage faict en la terre du Brésil.
- Marie-Alphonse Sonnois (1828-1913), né à Lamargelle, évêque de Saint-Dié puis archevêque de Cambrai.